# 豊明郵便局
豊明郵便局（とよあけゆうびんきょく）は、愛知県豊明市にある郵便局。民営化前の分類では集配普通郵便局であった。

## 概要
住所：〒470-1199 愛知県豊明市阿野町滑1-8
旧東海道と名鉄本線の線路に挟まれた場所にあり、市全体で見るとやや南側に位置している。

## 沿革
- 1933年（昭和8年）6月21日 - 開局。
- 1967年（昭和42年）8月19日 - 和文電報配達業務を豊明電報電話局に移管[1]。
- 1972年（昭和47年）8月15日 - 特定郵便局から普通郵便局に局種別改定。
- 1999年（平成11年） - 外国通貨の両替および旅行小切手の売買に関する業務取扱を開始。
- 2007年（平成19年）10月1日 - 民営化に伴い、併設された郵便事業豊明支店に一部業務を移管。
- 2012年（平成24年）10月1日 - 日本郵便株式会社発足に伴い、郵便事業豊明支店を豊明郵便局に統合。

## 取扱内容
- 郵便、印紙、ゆうパック、内容証明
- 貯金、為替、振替、振込、国際送金、外貨両替・トラベラーズチェック、国債、投資信託
- 生命保険、バイク自賠責保険、自動車保険
- ゆうちょ銀行ATM
- 「470-11xx」区域（豊明市の全域）の集配業務
- ゆうゆう窓口

## 周辺
- 豊明市立豊明小学校
- 阿野一里塚
- 国道1号

## アクセス
- 名鉄名古屋本線 前後駅から徒歩約7分
- 豊明市公共施設巡回バス「ひまわりバス」豊明郵便局停留所下車
- 伊勢湾岸自動車道 豊明ICから北へ約1.5km、名古屋南ICから東へ約5km
- 駐車場あり：21台